# Діброва Петро Якимович
Петро́ Яки́мович Дібро́ва (6 вересня 1901 , Шамраївка, Полтавська губернія  — 30 вересня 1971 , Москва ) — радянський воєначальник, член Військової ради Північно-Західного фронту, член Військової ради 59-ї та 2-ї ударної армій Волховського фронту, командир 145-ї стрілецької дивізії, комендант Берліна. Генерал-майор (1943). Депутат Верховної Ради УРСР 1-го скликання (1938–1947). Делегат XVIII з'їзду ВКП(б) (1939).

## Біографія
Народився 6 вересня 1901 року в родині селянина в селі Шамраївка, тепер Решетилівський район, Полтавська область, Україна.
У травні 1918 року вступив до радянського партизанського загону, у складі якого на території Полтавської губернії брав участь в боротьбі проти німецьких інтервентів і військ УНР та Української Держави. У Червоній армії з 1918 року. У 1919 році закінчив курси червоних командирів в Полтаві. Після боїв під Полтавою наприкінці 1919 року захворів тифом і до початку 1920 року перебував на лікуванні. У 1920–1922 роках — волосний військовий комісар, командир загону по боротьбі з бандитизмом.
Член РКП(б) з березня 1921 року.
З 1922 року — політичний керівник роти 25-ї стрілецької дивізії. З жовтня 1924 по вересень 1926 року — курсант Київської військово-політичної школи (училища). Після закінчення училища служив політичним керівником полкової школи 138-го стрілецького полку 46-ї стрілецької дивізії, Переяслав (вересень 1926 — квітень 1928). З квітня 1928 по листопад 1929 року — секретар партійного бюро артилерійського полку. Старший інструктор культури і пропаганди політичного відділу 46-ї стрілецької дивізії, Київ (листопад 1929 — березень 1932).
Викладач, старший викладач ленінізму, історії народів СРСР та історії ВКП(б), керівник соціально-економічних дисциплін 1-го Київського артилерійського училища, Київ (березень 1932 — липень 1937). З липня 1937 року — заступник начальника політичного відділу, а з травня 1938 року — військовий комісар 1-го Київського артилерійського училища.
26 червня 1938 року був обраний депутатом Верховної Ради УРСР по Жмеринській виборчій окрузі № 42 Вінницької області.
У серпні 1938 року призначений членом Військової ради Житомирської армійської групи військ Київського особливого військового округу. Потім був членом Військової ради 5-ї армії РСЧА.
З грудня 1940 року — член Військової ради Прибалтійського особливого військового округу. 
З червня 1941 року — член Військової ради Північно-Західного фронту, проте в зв'язку з невдачами початкового періоду війни був зміщений з цієї посади.
З серпня по листопад 1941 року був військкомом 30-ї Іркутської ордена Леніна, двічі Червонопрапорної та ордена Трудового Червоного Прапора стрілецької дивізії 9-ї армії Південного фронту. З 18 грудня 1941 року по 16 червня 1942 року — член Військової ради 59-ї армії Волховського фронту, з 17 червня 1942 по 5 грудня 1942 року — член Військової ради 2-ї ударної армії, у складі яких брав участь в Любанській і Синявинскій операціях.
З грудня 1942 року — генерал-майор інтендантської служби. З січня по серпень 1943 роки закінчив прискорений курс Військової академії Генштабу імені Ворошилова. У серпні 1943 року був призначений командиром 15-ї запасної стрілецької бригади в Сталінграді. У квітні 1944 року призначений командиром 145-ї стрілецької дивізії. Разом з нею брав участь в Витебско-Оршанскій і Ризькій операціях. 29 вересня 1944 був важко поранений в ліву руку на спостережному пункті дивізії в боях поблизу західних передмість міста Балдоне. Лікувався в госпіталях до травня 1946 року, переніс три операції.

## Післявоєнний період
Начальник курсу військово-історичного факультету Військової академії ім. М. В. Фрунзе (червень 1946 — січень 1952). Працюючи начальником курсу військово-історичного факультету, одночасно навчався і в грудні 1951 році з відзнакою закінчив академію ім. М. В. Фрунзе. З січня 1952 по липень 1956 року — комендант радянського сектору Берліну. Після повернення з Німеччини — на посаді начальника курсу 3-го факультету (підготовка офіцерів країн народної демократії) Військової академії ім. М. В. Фрунзе, Москва (липень 1956 — 1960). З 1960 року — у відставці.
Помер 30 вересня 1971 року, похований у Москві на Преображенському кладовищі.

## Звання
- полковий комісар (.04.1938)
- бригадний комісар (2.08.1938)
- дивізійний комісар (3.11.1939)
- корпусний комісар (.01.1941)
- генерал-майор інтендантської служби (20.12.1942)
- генерал-майор (1.09.1943)

## Нагороди
- орден Леніна.
- чотири ордена Червоного Прапора.
- орден Вітчизняної війни 1-го ступеня.
- медалі.